# Celeiros (Allariz)
Celeiros es un lugar situado en la parroquia de La Mezquita, del municipio de Allariz, en la provincia de Orense, Galicia, España.